# Canalul carpian

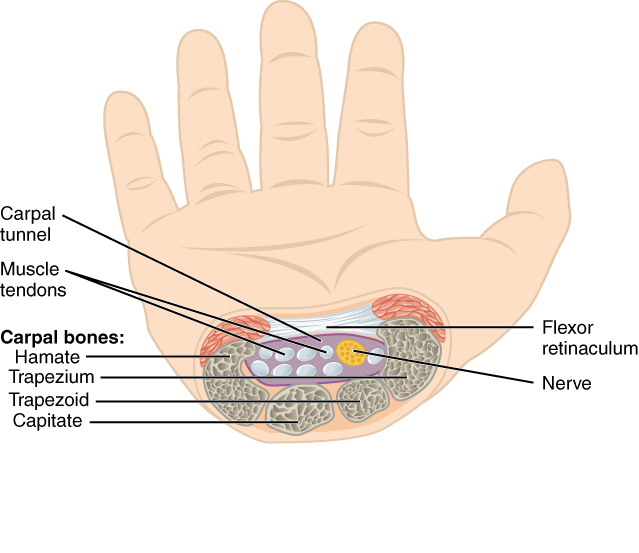
Canalul carpian

Secțiune transversală la nivelul retinaculului flexorilor, canalul carpian se află în centru

Canalul carpian (Canalis carpi) numit de chirurgi tunel carpian este un canal osteofibros situat la nivelul articulației radiocarpiene pe fața anterioară (sau palmară) a carpului prin care se face comunicarea între antebraț și regiunea profundă a palmei. El este împărțit de o lamă sagitală în doua loje: medială și laterală. Prin canalul carpian trec nervul median și tecile sinoviale ale tendoanelor mușchilor flexori ai degetelor.

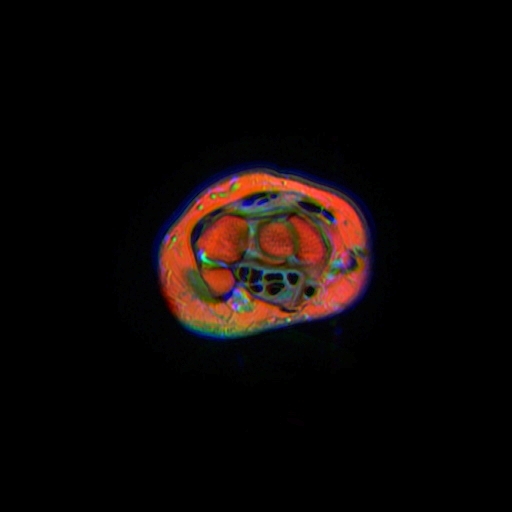

## Delimitări
Canalul carpian este delimitat: 
- posterior de oasele carpului care formează șanțul carpian
- medial de osul pisiform și cârligul osului hamat
- lateral de tuberculul osului scafoid și tuberculul osului trapez
- anterior de retinaculul flexorilor.

## Loje
Canalul carpian este împărțit de o lamă despărțitoare fibroasă sagitală în doua loje (canale sau culise) osteofibroase: medială și laterală.  Această lamă despărțitoare se desprinde de pe fața posterioară a retinaculului flexorilor și se se inseră pe oasele carpiene (scafoid, trapezoid și capitat).

### Loja medială
Loja medială (canalul radiocarpian) este cu mult mai mare decât cea laterală, conține: nervul median (Nervus medianus), tecile sinoviale pentru tendoanele mușchilor flexori ai degetelor (cu excepția tendonului flexorului ulnar al carpului): teaca sinovială comună (Vagina communis tendinum musculorum flexorum manus) a mușchiului flexor superficial al degetelor (Musculus flexor digitorum superficialis) și mușchiului flexor profund al degetelor (Musculus flexor digitorum profundus) și teaca sinovială a tendonului mușchiului flexor lung al policelui (Vagina tendinis musculi flexoris pollicis longi).

### Loja laterală
Loja laterală (Canalis carpi radialis) este mai mică și conține tendonul mușchiului flexor radial al carpului (Musculus flexor carpi radialis), învelit în teaca sa sinovială.

## Importanța clinică
Prin canalul carpian se face comunicarea între antebraț și regiunea profundă a palmei și permite propagarea unor colecții patologice între cele două compartimente.
Compresia nervului median de diferite cauze (traumatice, inflamatorii, reumatismale, distrofice etc.) în tunelul carpian este numit sindromul de canal carpian, care se manifestă prin tulburări  de  natură  senzitivă,  la  care se  pot adăuga tulburări  motorii și  trofice. Bolnavul acuză dureri, parestezii, hipoestezii pe teritoriul nervului median, semnul lui Tinel  este  prezent. Tardiv, apar atrofii  musculare  cu  modificări  electromiografice. Tratamentul este chirurgical și constă în secționarea retinaculului flexor până în palmă și eliberarea nervului median, fără a leza prima sa ramură ce merge spre regiunea tenară.